# Досије 128
„Досије 128” је југословенска ТВ драма из 1998. године. Режирао ју је Петар Цвејић, а сценарио је написао Велимир Лукић.

## Радња
Филм је сликовита представа једног времена и односа између власти и дисидената.
Серија је инспирисана истинитим догађајима о политичкој афери која је почетком шездесетих година прошлог века уздрмала тадашњу партијску номенклатуру у Југославији.
Прича је о тајном праћењу и прислушкивању председнице републичког и савезног Савета за културу која је била оптужена за "љубавну аферу" са деветнаест година млађим песником и под оптужбом за "неморал" ухапшена и изведена пред партијску комисију. Њен супруг тадашњи високи партијски функционер платио је цену њеног "греха" губитком функције.
У филму министарка културе, жена у озбиљним годинама, заљубљује се у двадесетак година млађег сликара. Планирају његову велику државну изложбу када она изненада бива ухапшена и изведена на суд части своје партије. Изненадни нестанак министарке културе из јавног живота изазваће страх и запрепашћење у тадашњој културној јавности. Њен муж данима очекује да чује неку вест о њој. У једном тренутку се одважио да се о њеној судбини распита лично код тадашњег ген. секретара Партије, друга Тита.
Филм је драма о политичком обрачуну, о метаморфози високих интелектуалаца спремних да учине све не би ли се додворили власти и задржали своје привилегије. У исто време, ово је и једна љубавна прича која, у политичким околностима које је прате, бива злоупотребљена управо због оних добро познатих виших циљева.

## Улоге
| Глумац               | Улога                                                                 |
| -------------------- | --------------------------------------------------------------------- |
| Јасмина Аврамовић    | Другарица Марија, министарка културе (као Јасмина Аврамовић-Ранковић) |
| Миодраг Радовановић  | Друг Јасни                                                            |
| Миодраг Кривокапић   | Бранко Крстић, академик                                               |
| Војин Ћетковић       | Мирослав Бојић, сликар                                                |
| Драган Петровић Пеле | Боровић, доцент (као Драган Петровић)                                 |
| Мирко Влаховић       | Агент УДБ-е                                                           |
| Иван Бекјарев        | Друг Ристе                                                            |
| Горан Султановић     | Друг Мрки                                                             |
| Иван Клеменц         | Друг Франц                                                            |
| Небојша Илић         | Добављач у затвору                                                    |

Остале улоге ▼
| Глумац            | Улога               |
| ----------------- | ------------------- |
| Љубомир Ћипранић  |                     |
| Срђан Дедић       | Конобар             |
| Јован Осмајлић    | (као Јово Осмајлић) |
| Ана Радивојевић   | ТВ новинарка        |
| Душан Тадић       |                     |
| Милош Тимотијевић |                     |